# Rebun
Rebun (japonsky 礼文島) je ostrov v Japonském moři, který patří k japonské prefektuře Hokkaidó. Má rozlohu 80 km² a žijí na něm asi tři tisíce obyvatel. Nachází se 50 km severozápadně od ostrova Hokkaidó a 10 km od ostrova Riširi. Nedaleko severozápadního výběžku Rebunu leží neobydlený ostrůvek Todo.
Původními obyvateli byli Ainuové, po kterých se zde zachovala pevnost zvaná čaši. Název ostrova pochází z ainského výrazu „repun“, který znamená „obklopený mořem“.
Ostrov je skalnatý, nejvyšší vrchol dosahuje 490 metrů nad mořem. V severní části Rebunu se nachází jezero Kusju. Podnebí je chladné a deštivé. Ostrov je součástí národního parku Riširi-Rebun-Sarobecu. Návštěvníky přitahuje množství květin typických pro alpinské pásmo, nejrozšířenějším stromem je jedle sachalinská. Ve vodách kolem ostrova žijí smačkovití, kteří jsou potravou četných mořských ptáků. V roce 1974 zde byl naposledy pozorován lachtan japonský.